# 三川華月の開店!はるちゃん食堂
『三川華月の開店!はるちゃん食堂』（みかわはるなのかいてん はるちゃんしょくどう）は、OPENREC.tvで2023年11月15日から配信されている、インターネット番組およびパーソナリティを務める声優・三川華月の初の冠番組である。

## 概要
食べることが好きな三川華月が「はるちゃん食堂」の店主として「華のある魅力的な人間」を目指していく、成長型バラエティ番組。
食堂をモチーフとしたスタジオセットに、割烹着を着た三川が視聴者やゲストをもてなし、さまざまなミッションに挑戦していく内容となっている。また、番組後半パートでは「まかない」と称し、炊きたてのご飯と視聴者の推薦や番組スタッフが選んだ「今月のおとも」を食べながら、お便りを読むコーナーがある。なお「食堂」と番組名についているが、実際に三川が番組内で料理などはしない。
略称は「はるちゃん食堂」であり、SNSのハッシュタグにも用いられている。視聴者は「常連」と呼ばれ、三川は「はるちゃん女将」と呼ばれている。また、番組の挨拶は「やってる～?」と視聴者がコメントをし、三川が「やってるよ〜」と返すのが定着している。
毎月1回の曜日不定の生配信で、20時から配信される60分番組だが、配信によっては90分近く配信されることもある。また、三川の誕生日には「三川華月生誕パーティー」という、有料のオンラインイベントを毎年行っている。

### 番組サブスクリプション
当番組は「OPENRECサブスク」を用いており、番組の冒頭部分は無料で視聴が可能だが、以降は番組サブスクリプション（月額課金）の入会が必要となっている。
料金プランは以下の通り。
- A席：大盛りコース[9]

生配信および過去の配信の視聴に加え、一部のおまけ動画（詳細は後述）が視聴可能。そのほかに「Discord」を用いた会員限定コミュニティの参加が可能になる（詳細は後述）。
- S席：特盛りコース[9]

「A席：大盛りコース」の全特典に加え「S席：特盛りコース」限定のおまけ動画（詳細は後述）の視聴が可能。そのほかに、会員限定コミュニティ内の三川が投稿するチャンネルへの招待や不定期開催の番組内企画に抽選で参加が可能になる。

### 会員限定コミュニティ
当番組は「Discord」を用いた会員限定コミュニティに対応しており、ファン同士に加えて、パーソナリティとの交流も可能である。出演作品やイベントの情報交換などの「推し活」の利用がメインだが「S席：特盛りコース」限定の交流チャンネルでは、最近食べた料理の写真が投稿されることが多い。
上述したように「S席：特盛りコース」限定の三川が投稿するチャンネルがあり、日常のつぶやきや撮影後のオフショットが不定期に投稿されている。

## 番組構成

### オープニング
挨拶とフリートークから始まり、視聴者からのふつおたやイラストを紹介しつつ、前回の配信の振り返りや三川の近況を話していく。また、ゲストが出演する配信では、挨拶と軽めのフリートークを行った後にゲストが登場し、ゲストとともにふつおたとイラストを紹介することが多い。その後、配信の流れやコーナーの説明、通称「おしながき」を紹介する。

### コーナー
- 今月のイチ押しミッション!

三川がさまざまなミッションに挑戦していくコーナー。「体力測定」のようなアクティブなミッションから、トーク中心のミッションなど幅広いミッションを行う。ゲストが出演する配信では、お互いの聞きたいことやトークテーマに沿ったトークが中心のミッションをクリスマスや花見などの季節に合わせてアレンジしたものが多い。原則ミッションの報酬は用意されていないが、例外的に報酬が用意されている配信もある。
- はるちゃんのまかない&テーマメール!

炊きたてのご飯と今月のおともを食べながら「S席：特盛りコース」限定のお便りを読んでいくコーナー。上述した通り、まかないは視聴者の推薦やスタッフが選んだものが多いが、三川の希望で決まったものもある。また、一部の配信では、最初から炊きたてのご飯や今月のおともが用意されないこともある。お便りのテーマは配信ごとに変わり、配信時期に合った内容が選ばれる。
- 今月の大盛りチャレンジ!

視聴者から募集したミッションに三川が挑戦していくコーナー。上述した「今月のイチ押しミッション!」と同様に、アクティブなものや季節に関連したものなど幅広いが、比較的に手軽なミッションが多い。ゲストが出演する配信では、対戦方式や協力方式のいずれかになる。こちらも原則報酬は用意されていない。また、配信時間の関係上実施しない場合もある。

### エンディング
配信の振り返りや次回配信および三川の告知が行われる。また、後述する「おまけ動画」に関する説明も行われる。

### おまけ動画
- はるちゃん食堂アフタートーク!

「閉店後のアフタートーク」ともいわれる、番組サブスクリプションに入会している会員なら誰でも見ることができる動画。配信内で収まりきらなかったトークの続きやお便りを読んでいく。動画時間は20分以内に抑えられていることが多い。
- S席限定動画

「S席：特盛りコース」限定の動画。「はるちゃん食堂アフタートーク!」が投稿された後に投稿されることが多い。スタジオセットに使用するお品書きを作成する「開店前のお品書き作成」、三川がまかないをただ食べ続ける「はるちゃんのまかない」や「はるちゃん食堂アフタートーク!」でも紹介しきれなかったトークの続きやお便りを読む「はるちゃん女将のつぶやき」などさまざまな種類がある。
その他にも不定期で投稿される動画もある。

## 番組イベント
| 開催日         | イベント名                                                         | 会場                                | ゲスト                                | 備考 |
| -------------- | ------------------------------------------------------------------ | ----------------------------------- | ------------------------------------- | --- |
| 2024年2月23日  | 三川華月生誕パーティー2024                                         | オンライン                          | 小澤麗那                              | 第4回配信後に18時から開催された。現在はアーカイブの視聴は不可となっている。                                        |
| 2024年3月30日  | 三川華月誕生日記念グッズお話会                                     | 都内某所                            |                                       | 番組としては初の対面のイベントとなった。「三川華月誕生日記念コンプリートセット」を購入した人のみ応募が可能だった。 |
| 2024年7月13日  | 三川華月のはるちゃん食堂!お話会&グッズお渡し会                     | TimeSharing 飯田橋第2東文堂ビル 7階 |                                       | 番組としては初の単独イベントとなった。3部制で、各部ミニトークとお話会（グッズのお渡し）という構成で開催された。    |
| 2024年7月14日  | 三川華月の開店!はるちゃん食堂 オンラインお話し会!                  | オンライン                          |                                       | 昼の部と夜の部の2部制で、Discordを用いて開催された。                                                               |
| 2024年10月20日 | 三川華月の開店!はるちゃん食堂 一周年記念!会員限定オンラインお話会! | オンライン                          |                                       | 第12回放送後に、Discordを用いて開催された。                                                                        |
| 2025年1月26日  | はるちゃん食堂1周年記念グッズお話会                                | 都内某所                            |                                       | 「はるちゃん食堂1周年記念コンプリートセット」を購入した人のみ応募が可能だった。                                    |
| 2025年2月23日  | 三川華月生誕パーティー2025                                         | オンライン                          | 小澤麗那 川口莉奈                     | 第16回配信後に17時から開催された。現在はアーカイブの視聴は不可となっている。                                       |
| 2025年11月9日  | 三川華月のはるちゃん食堂二周年記念イベント                         | 日本橋PLAZA MAAM 3F展示室           | 小澤麗那（昼の部） 芝崎典子（夜の部） | 予定 |